# Kirriemuir (Alberta)
Pour la localité écoussaise, voir Kirriemuir.
Kirriemuir est un hameau (hamlet) de l'Aire spéciale No 4, situé dans la province canadienne d'Alberta.